# Puna-ibis
De Puna-ibis (Plegadis ridgwayi) of smalsnavelibis is een vogel uit de familie van de ibissen en lepelaars (Threskiornithidae). De soortaanduiding ridgwayi is een eerbetoon aan Robert Ridgway.

## Verspreiding en leefgebied
De soort komt voor in de bergachtige gebieden van noordelijk Peru tot noordelijk Chili en noordwestelijk Argentinië.

## Leefwijze
Puna-ibissen voeden zich voornamelijk met kleine (water)diertjes, wormpjes en insecten, die in de modder of in ondiep water leven. De vogels zijn voor hun voedsel dan ook altijd aangewezen op de directe nabijheid van water. Het zijn sociale vogels die bij voorkeur in groepen leven en broeden.

## Kenmerken
Er zijn geen uiterlijke verschillen tussen mannetjes en vrouwtjes, al zijn vrouwtjes wel vaak wat lichter van bouw dan mannetjes.

## Status
De grootte van de populatie wordt geschat op 10.000 tot 15.000 vogels. Op de Rode lijst van de IUCN heeft deze soort de status niet bedreigd.

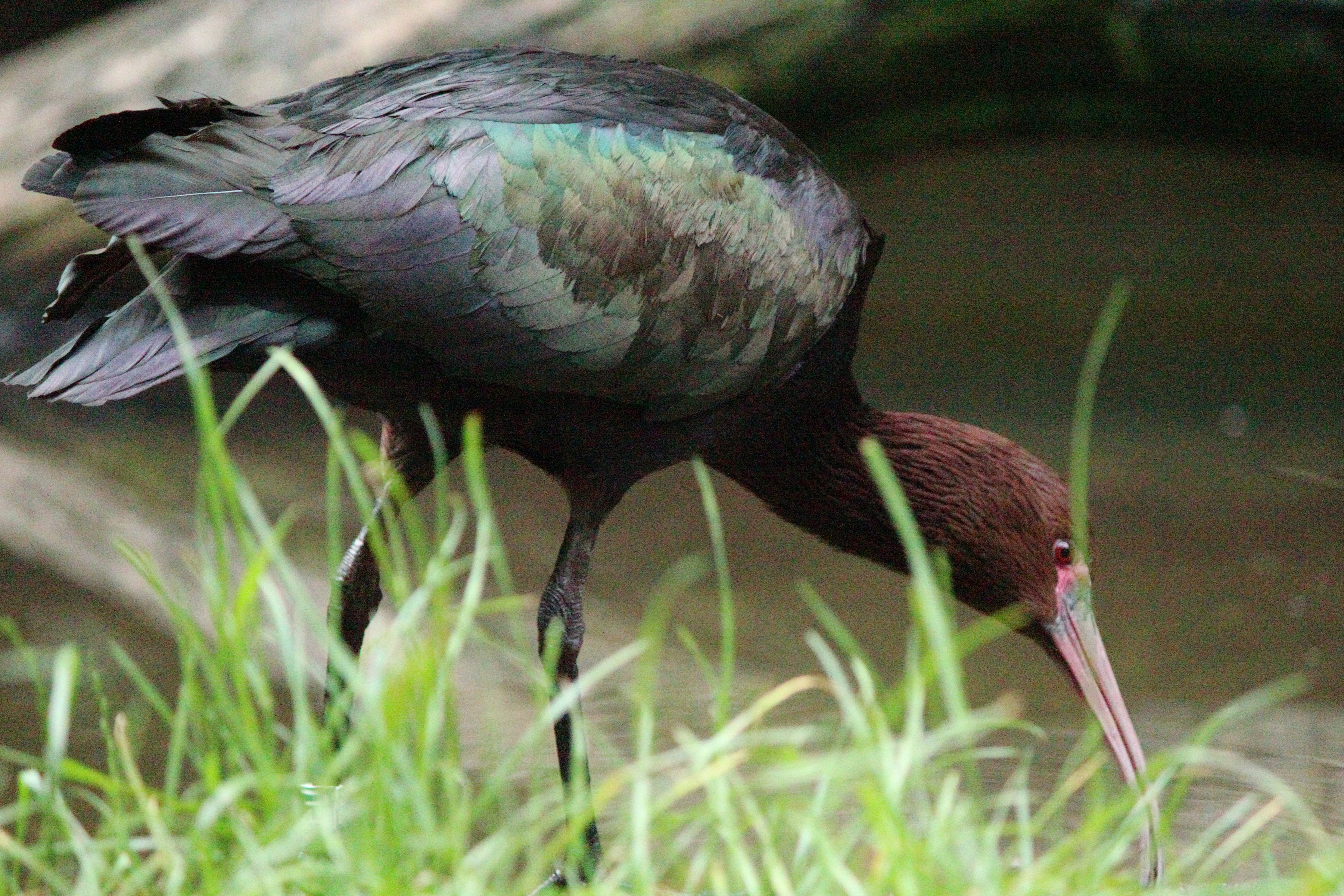
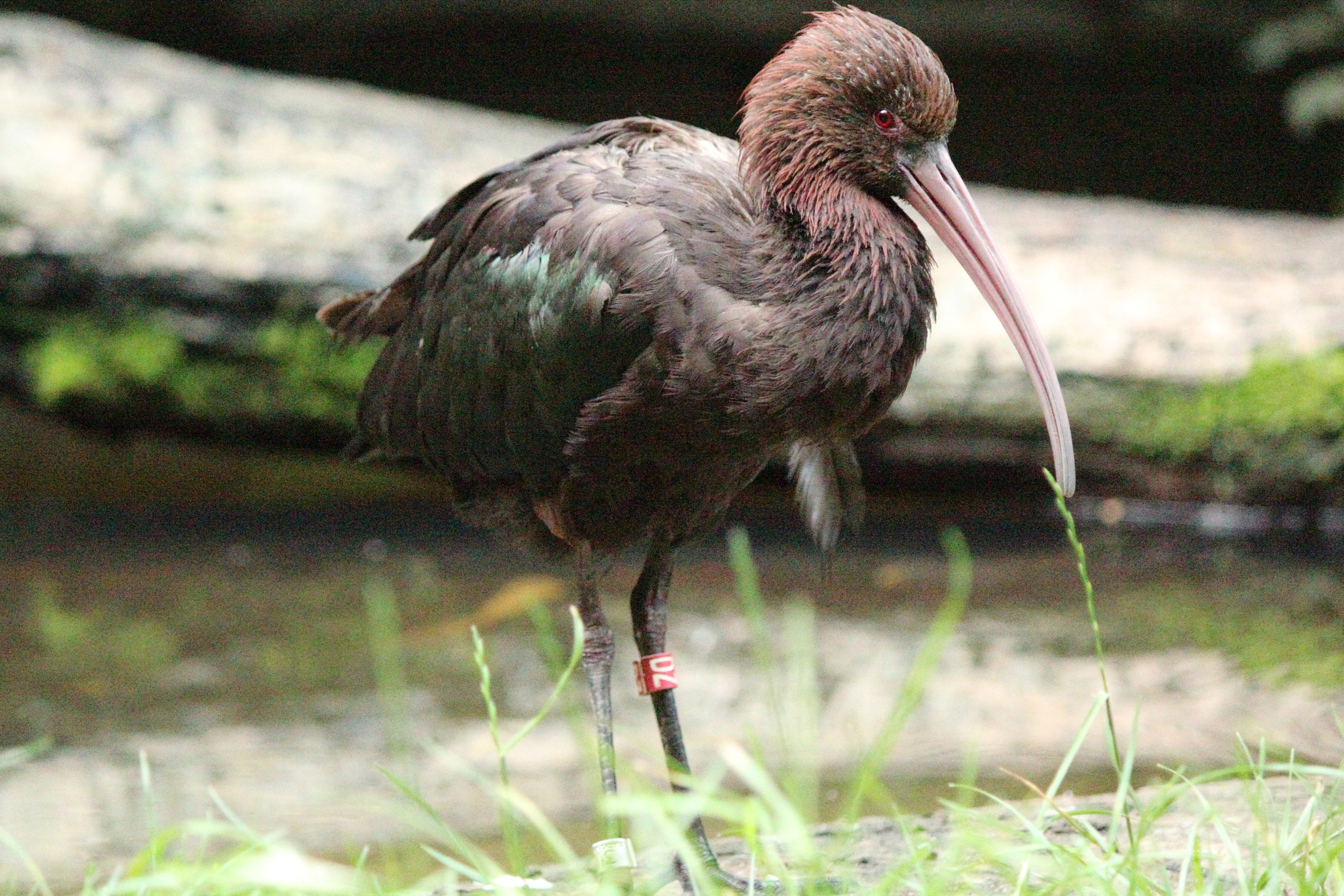